# ヴィクトル・ヴェクセリベルク

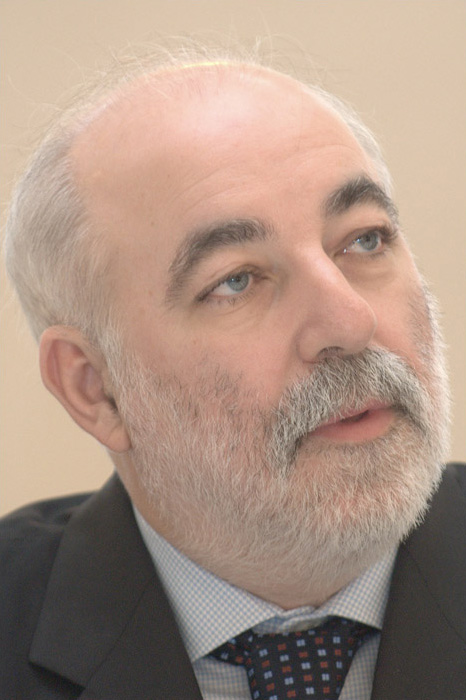
ヴィクトル・ヴェクセリベルク を編集中

ヴィクトル・フェリクソヴィチ・ヴェクセリベルク（ロシア語: Ви́ктор Фе́ликсович Вексельбе́рг；Viktor Feliksovich Veksel'berg、1957年4月14日 - ）はロシアの実業家。ロシアで3番目に大きな石油ガス会社であるテューメン・オイル（TNK）の会長。ロシア第3の大富豪。新興財閥「オリガルヒ」の一人。Wekselbergとも綴る。

## 概要
ウクライナのリヴィウ近郊のドロホーブィチに生まれたユダヤ人。1979年、モスクワの鉄道輸送技術者大学（MIIT）を優等で卒業。専攻は自動化とコンピューター技術。1978年から1990年まで、海軍特別設計局の研究所KONNASに勤務し、ロッドレスポンプの設計に従事。のち技術者から転じて調査官となる。1988年、NPO KomVek社を設立。イルクーツクのアルミ工場と連携して調査と生産活動に携わる。1990年、調査会社KAMを設立し、社長となる。1990年代にアルミ関連の株を買って利益を上げる。1997年にTNKの事業を掌握し、のちにBPと合同ベンチャー事業に乗り出した。ロシア第2（世界では第9位）のアルミ会社であるSUALホールディングの会長をも兼任。
趣味は美術品の蒐集。2004年2月、ニューヨークのフォーブス家から、「ファベルジェの卵」と呼ばれるロマノフ家ゆかりのイースター・エッグ（黄金と宝石がちりばめられている）を7つ購入。1個あたり時価約8億円という世界の至宝である。ヴェクセリベルクが購入した分については贋作説も報じられたが、彼はこの説に反論している。
2006年4月、サンクトペテルブルクに私設美術館を設立。2007年には、モスクワにも開館を予定している。
プーチン大統領によって（チュクチ自治管区の知事に任命されたロマン・アブラモヴィッチと同様）カムチャツカ州知事に任命される可能性を取沙汰されたこともあった。
2018年、アメリカ合衆国がロシア政府関係者に対して行った経済制裁対象の1人となった。ヴェクセリベルクはロシア政府への影響力を否認したが経済活動に大きな制約が課せられた。スイスの金融機関ポストファイナンスは個人口座を閉鎖したことには抗議して提訴。2022年3月に勝訴はしたものの、この前月にはロシアによるウクライナ侵攻が始まっており、日本や欧州各国がヴェクセリベルクを含めた経済制裁を強化する局面となっている。2022年4月4日、アメリカとスペイン当局は連携して、マヨルカ島に係留されていたスーパーヨットの差し押さえを行った。

## 人物
マリーナ夫人との間に1男1女あり。ボリス・パステルナークの詩を愛読している。